# تری‌برمومتاکرسول
تری‌برمومتاکرسول (انگلیسی: Tribromometacresol) یک داروی ضد قارچ است.